# Renault AK
La Renault AK est une automobile de compétition développée par le constructeur français Renault au début des années 1900. Elle s'illustre notamment en remportant le premier Grand Prix de l'Automobile Club de France, en 1906, pilotée par le Hongrois Ferenc Szisz.

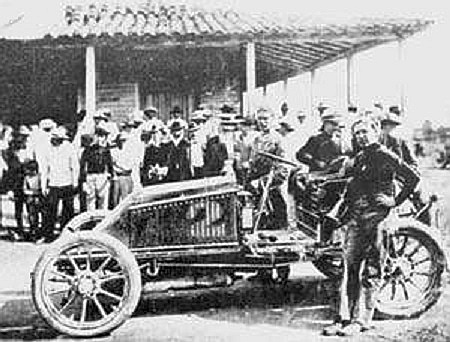
Joe Tracy deuxième de la première Course Cubaine, le 15 février 1905 sur Renault AK 40 hp (ex-Paris-Madrid).

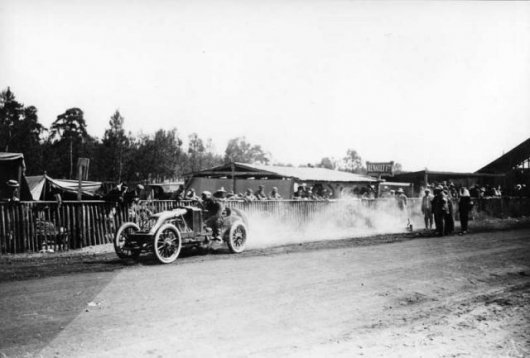
La Renault AK aux mains de Ferenc Szisz lors du Grand Prix de France 1906.

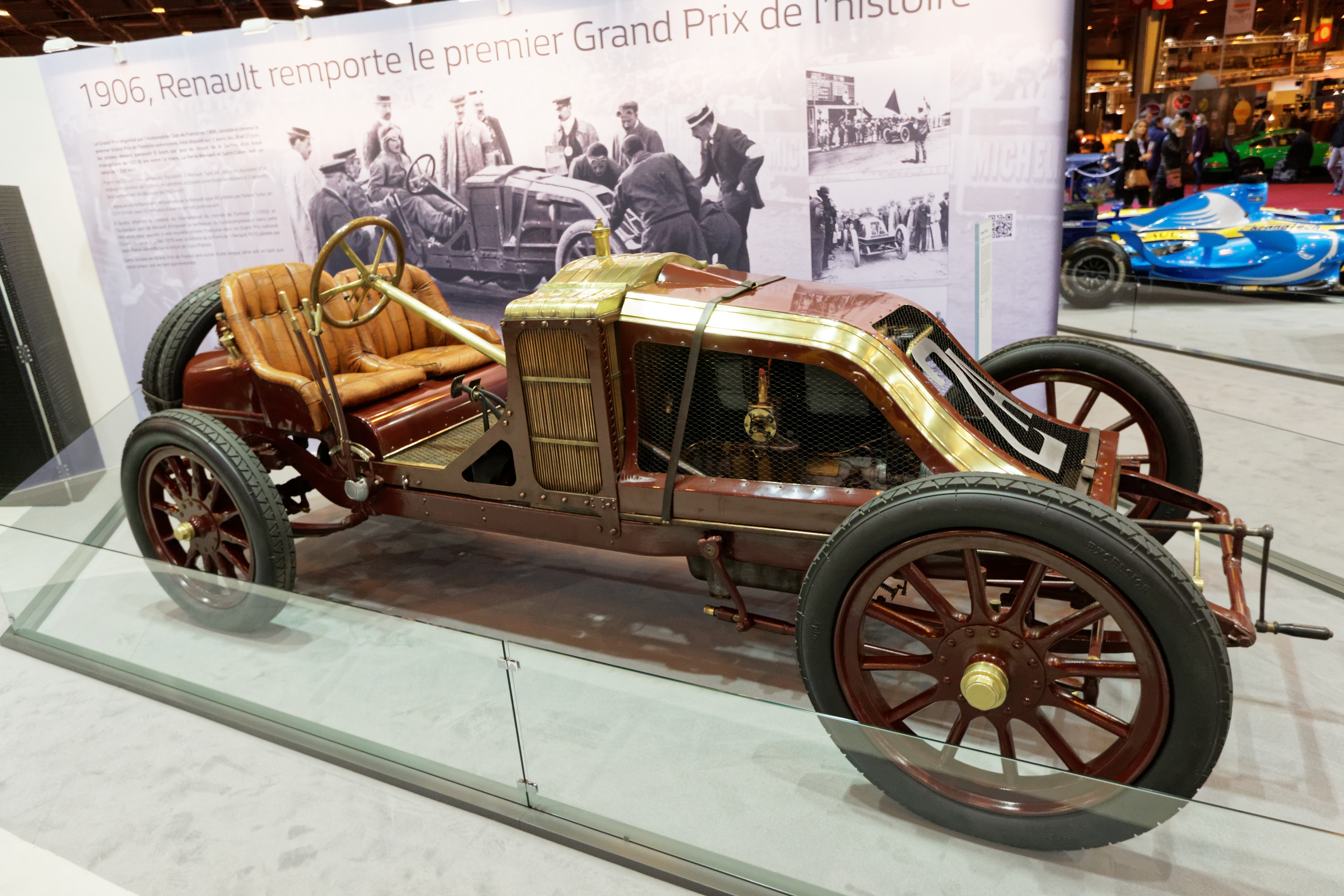
L'une des Renault Type AK Replica 1906, de nos jours.